# Micropaleontologie

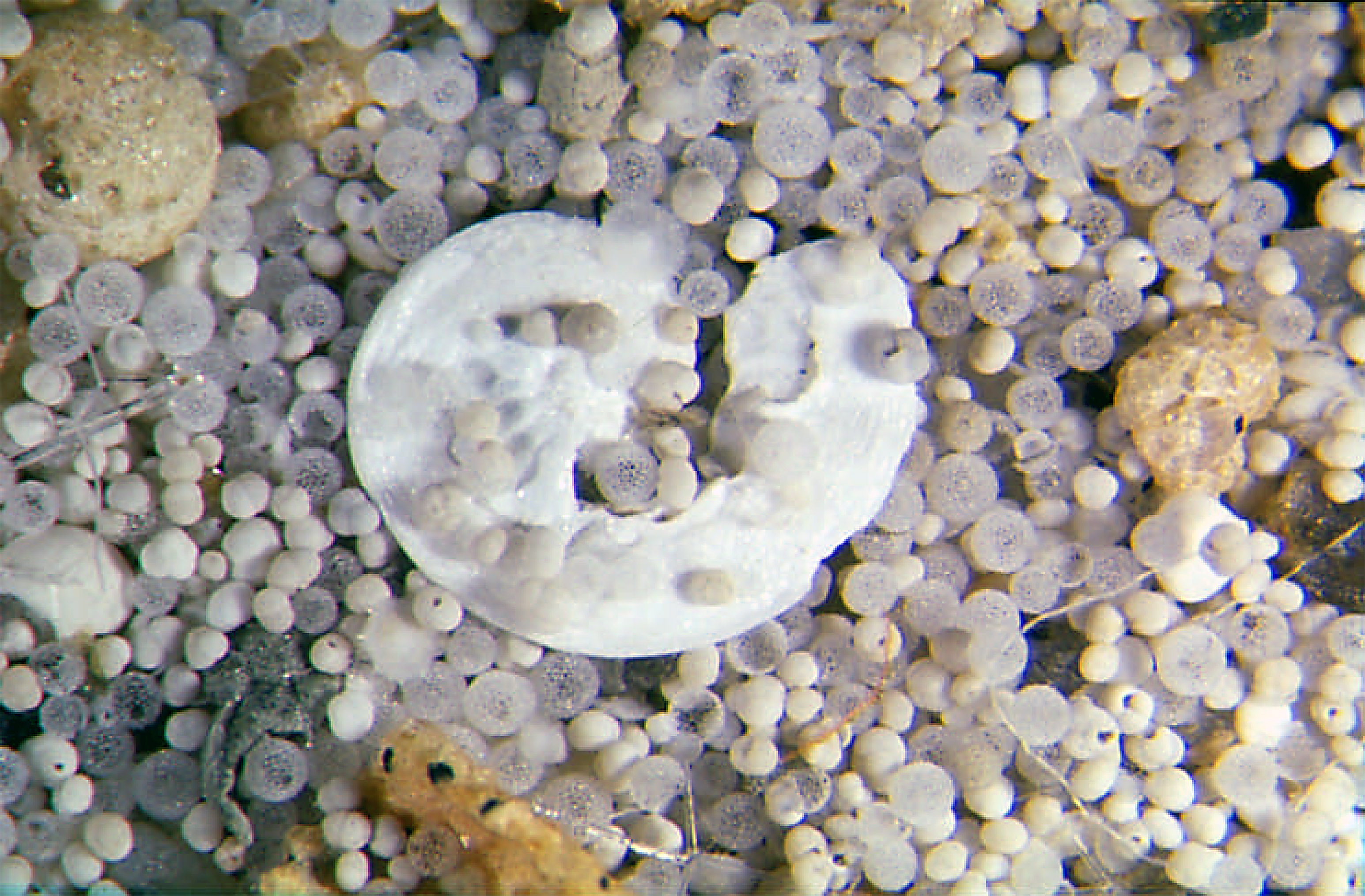
Microfossiel in de zee bij Antarctica.

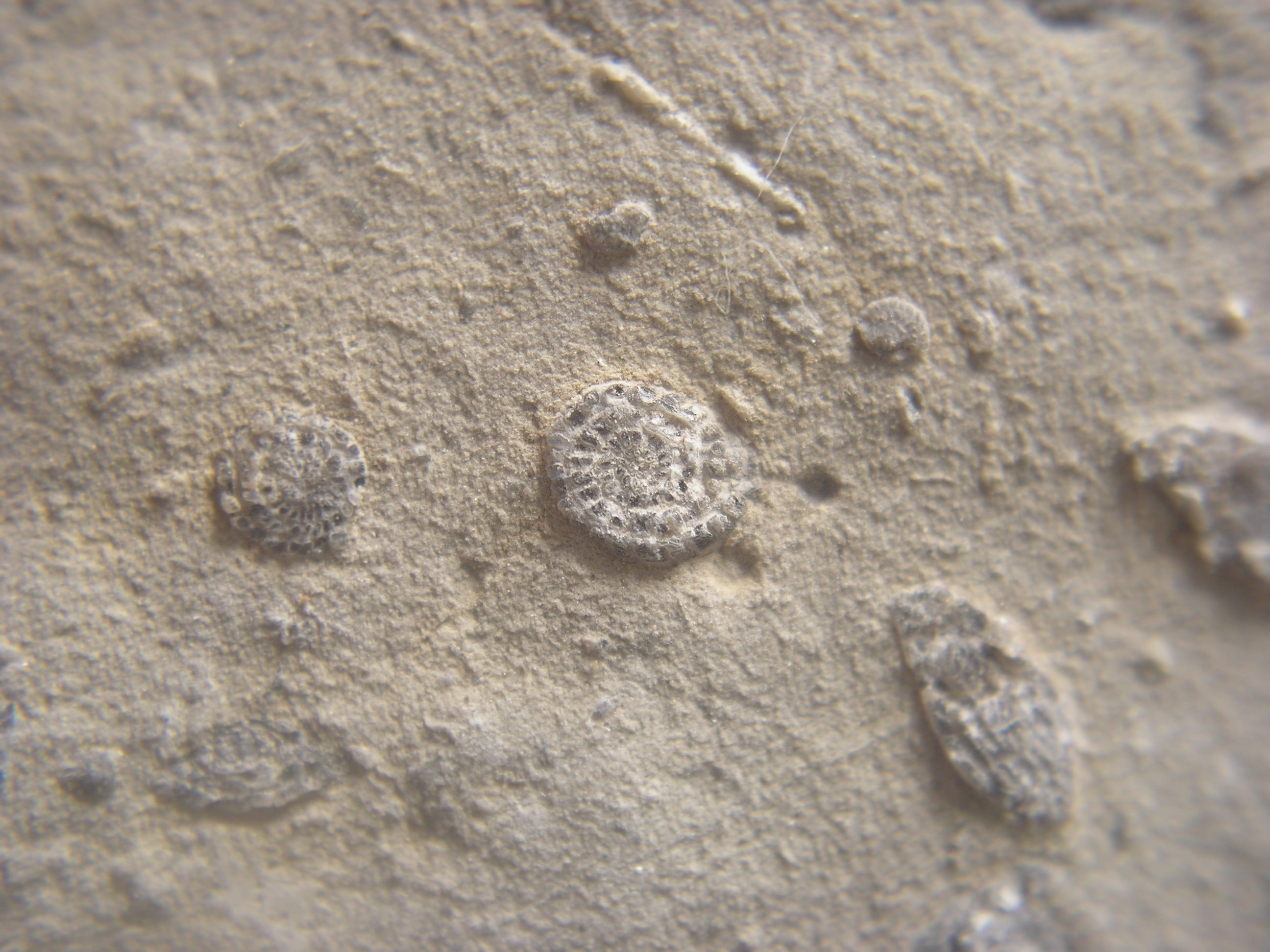
Foto van een microfossiel met een lengte van 1 millimeter.

Micropaleontologie is de kennis en de studie van fossielen die door hun grootte, gewoonlijk tussen 0,001 mm en 1 mm, alleen onder hoge vergrotingen met behulp van een lichtmicroscoop of electronenmicroscoop te zien zijn. Het is een enigszins verouderde term die desondanks nog veel gebruikt wordt. De term staat tegenover die van macropaleontologie. Onder micropaleontologie vallen fossielen van uiteenlopende plant- en diergroepen. Veel bestudeerd wordt fossiel stuifmeel of pollen, maar ook diatomeeën, foraminiferen, dinoflagellaten en andere micro-organismen. Onderzoeksresultaten van deze verschillende specialisaties worden veel toegepast in de stratigrafie ten behoeve van (relatieve) ouderdomsbepaling (biostratigrafie) en in de paleo-ecologie.